# Zeche Gut Glück & Wrangel
Die Zeche Gut Glück & Wrangel im Wittener Ortsteil Vormholz-Hardenstein (Nordrhein-Westfalen) ist ein ehemaliges Steinkohlenbergwerk im Ruhrgebiet. Das Bergwerk war auch unter dem Namen Zeche Vereinigte Gutglück & Wrangel bekannt, ursprünglich wurde das Bergwerk auch Zeche Am Hardenstein und um das Jahr 1920 auch nur Zeche Wrangel genannt. Das Bergwerk ist aus der Konsolidation von zwei eigenständigen Bergwerken entstanden.

## Geschichte

### Die Anfänge
Am 14. Dezember des Jahres 1884 konsolidierten die beiden eigenständigen Zechen Gutglück und Wrangel zur Zeche Gut Glück & Wrangel. Als weiteres Datum für die Konsolidation ist der 24. April des Jahres 1885 genannt. Als Alleingewerke wurde Heinrich Beckmann, zuvor Steiger auf der Zeche Herberholz, eingetragen. Heinrich Beckmann hatte bereits im Vorfeld geplant, an der großen Wegekreuzung im Hardensteiner Tal einen Stollen anzulegen. Im Anschluss an die Konsolidation war die Zeche Gut Glück & Wrangel zunächst außer Betrieb. Da das Gelände, auf dem Heinrich Beckmann den Stollen anlegen wollte, dem Freiherrn von Westerholt gehörte, brauchte er die Erlaubnis des Grundstückseigentümers. Der Freiherrn von Westerholt verlangte hierfür eine Kaution und eine Pacht. Im Jahr 1885 wurde das Bergwerk wieder in Betrieb genommen, es wurden jedoch nur Aufschlussarbeiten an bereits abgebauten Flözteilen getätigt. Aufgrund dieser Misserfolge wurde der Betrieb bereits nach kurzer Zeit wieder eingestellt.

### Die weiteren Jahre
Im Jahr 1898 kam es zunächst zu einem Besitzerwechsel. Neue Gewerken wurden die Kaufleute Heinrich Pähler aus Herne und Ewald Loose aus Herbede. Am 20. April desselben Jahres wurde das Bergwerk wieder in Betrieb genommen. Es wurde ein alter Stollen aufgewältigt, die Ableitung der Grubenwässer und die Kohlenförderung erfolgte über den Vereinigungsstollen. In den Folgejahren wurde ein Feldbahngleis, parallel zum Gleis der Ruhrtalbahn, bis zur Ziegelei Dünkelberg verlegt. Im Jahr 1899 wurde Carl Deilmann aus Dortmund-Kurl Miteigentümer von Gut Glück & Wrangel. Im Jahr 1901 wurde eine Kohlenschleppbahn zum Bahnhof Bommern in Betrieb genommen. Im Jahr 1904 hatte das Bergwerk mehrere Tagesüberhauen, das Baufeld hatte die Abmessungen 140 Meter streichend und 308 Meter querschlägig. Im Jahr 1907 wurde das Längenfeld Cleverbank aufgeschlossen. Im Juli des Jahres 1908 wurde die Förderung wegen Absatzmangels eingestellt. Ab Januar des Jahres 1909 wurde das Bergwerk wieder in Betrieb genommen, es waren ein Stollen und ein Tagesüberhauen vorhanden. Am 1. Oktober desselben Jahres wurde der Betrieb erneut eingestellt. Auch im Jahr 1910 war das Bergwerk außer Betrieb. Am 31. Januar des Jahres 1911 wurden die Zeche Gut Glück & Wrangel von der Zeche Cleverbank erworben und es wurde eine Betriebsgemeinschaft gebildet. Im Anschluss daran wurde der Betrieb wieder aufgenommen.
Am 25. April desselben Jahres wurde das Grubenfeld der außer Betrieb befindlichen Zeche Vereinigte Hardenstein angepachtet. Zunächst wurde im Anschluss an die Anpachtung mit den Aufschlussarbeiten im Feld Cleverbank begonnen, die Arbeiten wurden jedoch kurz darauf gestundet. Im Jahr 1913 wurde die Aufschlussarbeiten im Feld Cleverbank eingestellt, Grund hierfür waren geologische Störungen. Die Zeche Gut Glück & Wrangel hatte nun drei Stollen und zwei Tagesaufhauen, das Baufeld hatte die Abmessungen 550 Meter streichend und 400 Meter querschlägig. Im Jahr 1914 war das Bergwerk zunächst in Betrieb, im Mai wurde es außer Betrieb genommen. Ab Juni desselben Jahres war es zunächst einige Monate wieder in Betrieb und ab August wurde der Betrieb erneut eingestellt. Am 1. Januar des folgenden Jahres wurde der Betrieb wieder aufgenommen, es wurde ein Stollen im Feld Cleverbank aufgefahren. Im Jahr 1916 wurde mit dem Abbau im Feld Vereinigte Hardenstein begonnen. Am 1. April des Jahres 1917 wurde der Abbau im Feld Vereinigte Hardenstein beendet, der Pachtvertrag wurde ebenfalls beendet. Im Jahr 1918 wurde ein Tagesabhauen in Flöz Geitling erstellt, im Oktober desselben Jahres wurde eine Betriebsgemeinschaft mit dem St. Johannes Erbstollen, der Zeche Frielinghaus und der Zeche Vereinigte Hermann gebildet. Der St. Johannes Erbstollen befand sich zu diesem Zeitpunkt bereits außer Betrieb, die Zechen Frielinghaus und Vereinigte Hermann waren bereits stillgelegt. Nachdem die Bergwerke übernommen worden waren, wurde ab dem Jahr 1919 durch Gut Glück & Wrangel verstärkt in den alten Grubenfeldern abgebaut.

### Die letzten Jahre
Ab dem 1. Mai des Jahres 1919 erfolgte die Förderung über einen gemeinsamen Schacht mit der Zeche Vereinigte Hermann, der Schacht hatte eine Teufe von 40 Metern. Die Zeche Vereinigte Hermann war zu diesem Zeitpunkt bereits wieder in Betrieb, die Belegschaften der Zechen Vereinigte Hermann Frielinghaus wurden mit beschäftigt. Nach dem Jahr 1920 waren die besten Lagerstättenteile abgebaut. Am 31. Dezember des Jahres 1921 wurde das Feld Oberste Frielinghaus angepachtet. Im Jahr 1922 hatte die Zeche Gut Glück & Wrangel drei Stollen und einen gemeinsam mit der Zeche Vereinigte Hermann genutzten Schacht. Im Jahr 1923 hatte das Baufeld die Abmessungen 465 Meter streichend und 394 Meter querschlägig. Im Jahr 1924 endete der Pachtvertrag für das Feld Oberste Frielinghaus. Am 31. Oktober des Jahres 1925 wurde die Zeche Gut Glück & Wrangel stillgelegt. Mit der Stilllegung wurde die Betriebsgemeinschaft wieder aufgelöst. Dadurch war nun jede Bergrechtliche Gewerkschaft wieder selbständig. Auf dem Grubenfeld der Zeche Gut Glück & Wrangel entstand zunächst die Zeche Taugenicht und später die Zeche Gut Glück.

### Förderung und Belegschaft
Die ersten Förder- und Belegschaftszahlen stammen aus dem Jahr 1898, es waren zwölf Bergleute auf dem Bergwerk angelegt, die eine Förderung von rund 1900 Tonnen Steinkohle erbrachten. Im Jahr 1900 waren 17 Mitarbeiter auf dem Bergwerk angelegt, die eine Förderung von 2561 Tonnen Steinkohle erbrachten. Im Jahr 1903 stieg die Förderung an auf 7324 Tonnen Steinkohle, diese Förderung wurde mit 26 Beschäftigten erbracht. Im Jahr 1905 wurden mit 27 Beschäftigten 5720 Tonnen Steinkohle gefördert. Im Jahr 1909 kam es zu einem drastischen Fördereinbruch, mit vier Bergleuten wurden 594 Tonnen Steinkohle gefördert. Im Jahr 1911 stieg die Förderung wieder auf rund 3000 Tonnen Steinkohle, diese Förderung wurde von 18 Bergleuten erbracht. Im Jahr 1913 weiterer Förderanstieg auf 4671 Tonnen, es waren in diesem Jahr 18 Mitarbeiter beschäftigt. Im Jahr 1915 wurden mit 16 Bergleuten 3046 Tonnen Steinkohle gefördert. Im Jahr 1918 erneutes Absinken der Förderung auf 1714 Tonnen Steinkohle, die Belegschaftszahl stieg leicht auf 21 Bergleute. Im Jahr 1920 waren 84 Bergleute auf dem Bergwerk beschäftigt, die eine Förderung von 20.548 Tonnen Steinkohle erbrachten. Die maximale Förderung wurde im Jahr 1922 erbracht, mit 126 Bergleuten wurden 25.611 Tonnen Steinkohle gefördert. Die letzten bekannten Förder- und Belegschaftszahlen des Bergwerks stammen aus dem Jahr 1925, es wurden mit 33 Bergleuten 3373 Tonnen Steinkohle abgebaut.

## Gutglück
Die Zeche Gutglück war ein Bergwerk in Hardenstein, über diese Zeche wird nicht sehr viel berichtet. Im Jahr 1748 war das Bergwerk nachweislich in Betrieb. Im Jahr 1795 wurde bei 160 Metern über NN ein Stollen angesetzt. Der Stollen wurde im Jahr 1831 wieder abgeworfen. Im Jahr 1884 wurde das ins bergfreie gefallene Längenfeld Carthäuserloch neu verliehen. Hinzu kamen noch das Grubenfeld von Reiger. Die Felder wurden unter dem Namen Gutglück verliehen. Noch im selben Jahr oder im darauffolgenden Jahr konsolidierte die Zeche Gutglück mit der Zeche Wrangel zur Zeche Gut Glück & Wrangel.